# Lista przewodniczących Senatu Rumunii

## Chronologiczna lista

### Senat (1864-1940)
| #    | Imię i Nazwisko              | Portret | Kadencja          | Kadencja             | Partia polityczna | Partia polityczna         |
| #    | Imię i Nazwisko              | Portret | Od                | Do                   | Partia polityczna | Partia polityczna         |
| ---- | ---------------------------- | ------- | ----------------- | -------------------- | ----------------- | ------------------------- |
| 1    | Nifon Rusailă                |         | 6 grudnia 1864    | 6 czerwca 1868       |                   | bezpartyjny               |
| 2    | Ștefan Golescu               |         | 6 września 1868   | 15 listopada 1868    |                   | radykalny liberał         |
| 3    | Nicolae Golescu              |         | 18 listopada 1868 | 9 lipca 1869         |                   | radykalny liberał         |
| 4    | Alexandru Plagino            |         | 2 września 1869   | 4 marca 1871         |                   | umiarkowany konserwatysta |
| (1)  | Nifon Rusailă                |         | 4 marca 1871      | 5 maja 1875          |                   | bezpartyjny               |
| 5    | Kalinik Miklesku             |         | 9 czerwca 1875    | 25 marca 1879        |                   | bezpartyjny               |
| 6    | Constantin Bosianu           |         | 29 maja 1879      | 15 listopada 1879    |                   | PNL                       |
| 7    | Dimitrie Ghica               |         | 17 listopada 1879 | 8 września 1888      |                   | PNL                       |
| 8    | Ion Emanuel Florescu         |         | 4 listopada 1888  | 7 grudnia 1889       |                   | PC                        |
| 9    | Nicolae Crețulescu           |         | 13 grudnia 1889   | 9 czerwca 1890       |                   | PC                        |
| (8)  | Ion Emanuel Florescu         |         | 17 listopada 1890 | 21 lutego 1891       |                   | PC                        |
| 10   | Constantin Boerescu          |         | 1 marca 1891      | 11 grudnia 1891      |                   | PC                        |
| 11   | Gheorghe Cantacuzino         |         | 25 lutego 1892    | 24 października 1895 |                   | PC                        |
| 12   | Dimitrie Ghica               |         | 9 grudnia 1895    | 15 lutego 1897       |                   | PNL                       |
| 13   | Dimitrie Sturdza             |         | 20 lutego 1897    | 31 marca 1897        |                   | PNL                       |
| 14   | Eugeniu Stătescu             |         | 31 marca 1897     | 18 listopada 1897    |                   | PNL                       |
| 15   | Nicolae Gane                 |         | 18 listopada 1897 | 21 kwietnia 1899     |                   | PNL                       |
| (10) | Constantin Boerescu          |         | 13 czerwca 1899   | 14 lutego 1901       |                   | PC                        |
| (14) | Eugeniu Stătescu             |         | 24 marca 1901     | 15 listopada 1902    |                   | PNL                       |
| 16   | Petre S. Aurelian            |         | 16 listopada 1902 | 23 grudnia 1904      |                   | PNL                       |
| (10) | Constantin Boerescu          |         | 25 lutego 1905    | 26 kwietnia 1907     |                   | PC                        |
| (16) | Petre S. Aurelian            |         | 9 czerwca 1907    | 24 stycznia 1909     |                   | PNL                       |
| 17   | Constantin Budișteanu        |         | 28 stycznia 1909  | 10 stycznia 1911     |                   | PNL                       |
| (11) | Gheorghe Cantacuzino         |         | 10 marca 1911     | 23 marca 1913        |                   | PC                        |
| 18   | Theodor Rosetti              |         | 27 marca 1913     | 3 lipca 1913         |                   | PC                        |
| 19   | Ioan Lahovary                |         | 3 lipca 1913      | 11 stycznia 1914     |                   | PC                        |
| 20   | Basile M. Missir             |         | 21 lutego 1914    | 9 grudnia 1916       |                   | PNL                       |
| 21   | Emanoil Porumbaru            |         | 9 grudnia 1916    | 25 kwietnia 1918     |                   | PNL                       |
| 22   | Dimitrie Dobrescu            |         | 4 czerwca 1918    | 5 listopada 1918     |                   | PC                        |
| 23   | Paul Bujor                   |         | 28 listopada 1919 | 26 marca 1920        |                   | PȚ                        |
| 24   | Constantin Coandă            |         | 22 czerwca 1920   | 22 stycznia 1922     |                   | PP                        |
| 25   | Mihail Pherekyde             |         | 31 marca 1922     | 24 stycznia 1926     |                   | PNL                       |
| 26   | Constantin I. Nicolaescu     |         | 3 lutego 1926     | 27 marca 1926        |                   | PNL                       |
| (24) | Constantin Coandă            |         | 18 lipca 1926     | 5 czerwca 1927       |                   | PP                        |
| 27   | Constantin I. Nicolaescu     |         | 18 lipca 1927     | 10 listopada 1928    |                   | PNL                       |
| 28   | Traian Bratu                 |         | 23 grudnia 1928   | 30 kwietnia 1931     |                   | PNȚ                       |
| 29   | Mihail Sadoveanu             |         | 18 czerwca 1931   | 10 czerwca 1932      |                   | bezpartyjny               |
| 30   | Neculai Costăchescu          |         | 4 sierpnia 1932   | 18 listopada 1933    |                   | PNȚ                       |
| 31   | Leonte Moldovan              |         | 10 listopada 1934 | 15 listopada 1935    |                   | PNL                       |
| 32   | Constantin Dimitriu-Dovlecel |         | 15 listopada 1935 | 15 listopada 1936    |                   | PNL                       |
| 33   | Alexandru Lapedatu           |         | 16 listopada 1936 | 20 marca 1937        |                   | PNL                       |
| 34   | Nicolae Iorga                |         | 9 czerwca 1939    | 13 czerwca 1939      |                   | bezpartyjny               |
| 35   | Constantin Argetoianu        |         | 15 czerwca 1939   | 5 września 1940      |                   | FRN                       |

### Senat (1990-)
- tymczasowo

| #    | Imię i Nazwisko          | Portret         | Kadencja             | Kadencja             | Partia polityczna | Partia polityczna         |  |
| #    | Imię i Nazwisko          | Portret         | Od                   | Do                   | Partia polityczna | Partia polityczna         |  |
| ---- | ------------------------ | --------------- | -------------------- | -------------------- | ----------------- | ------------------------- |  |
| 36   | Alexandru Bârlădeanu     |                 | 18 czerwca 1990      | 16 października 1992 |                   | Front Ocalenia Narodowego |  |
| 37   | Oliviu Gherman           |                 | 22 października 1992 | 22 listopada 1996    |                   | FDSN/PDSR                 |  |
| 38   | Petre Roman              |                 | 27 listopada 1996    | 22 grudnia 1999      |                   | PD                        |  |
| 39   | Mircea Ionescu-Quintus   |                 | 4 February 2000      | 30 November 2000     |                   | PNL                       |  |
| 40   | Nicolae Văcăroiu         |                 | 15 grudnia 2000      | 30 listopada 2004    |                   | PDSR/PSD                  |  |
| 40   | Nicolae Văcăroiu         | 19 grudnia 2004 | 14 października 2008 |                      | PSD               |                           |  |
| —    | Doru Ioan Tărăcilă       |                 | 14 października 2008 | 28 października 2008 |                   | PSD                       |  |
| 41   | Ilie Sârbu               |                 | 28 października 2008 | 13 grudnia 2008      |                   | PSD                       |  |
| 42   | Mircea Geoană            |                 | 19 grudnia 2008      | 23 listopada 2011    |                   | PSD                       |  |
| —    | Petru Filip              |                 | 23 listopada 2011    | 28 listopada 2011    |                   | PNL                       |  |
| 43   | Vasile Blaga             |                 | 28 listopada 2011    | 3 lipca 2012         |                   | PNL                       |  |
| 44   | Crin Antonescu           |                 | 3 lipca 2012         | 4 marca 2014         |                   | PNL                       |  |
| —    | Cristian Dumitrescu      |                 | 5 marca 2014         | 10 marca 2014        |                   | PSD                       |  |
| 45   | Călin Popescu-Tăriceanu  |                 | 10 marca 2014        | 2 września 2019      |                   | ALDE                      |  |
| —    | Șerban-Constantin Valeca |                 | 2 września 2019      | 10 września 2019     |                   | PSD                       |  |
| 46   | Teodor Meleșcanu         |                 | 10 września 2019     | 3 lutego 2020        |                   | bezpartyjny/PSD           |  |
| —    | Titus Corlățean'         |                 | 3 lutego 2020        | 9 kwietnia 2020      |                   | PSD                       |  |
| —    | Robert Cazanciuc         |                 | 9 kwietnia 2020      | 21 grudnia 2020      |                   | PSD                       |  |
| 47   | Anca Dana Dragu          |                 | 21 grudnia 2020      | 23 listopada 2021    |                   | USR                       |  |
| 48   | Florin Cîțu              |                 | 23 listopada 2021    | 29 czerwca 2022      |                   | PNL                       |  |
| —    | Alina Gorghiu            |                 | 29 czerwca 2022      | 13 czerwca 2023      |                   | PNL                       |  |
| 49   | Nicolae Ciucă            |                 | 13 czerwca 2023      | 23 grudnia 2024      |                   | PNL                       |  |
| 50   | Ilie Bolojan             |                 | 23 grudnia 2024      | 12 lutego 2025       |                   | PNL                       |  |
| —    | Mircea Abrudean          |                 | 12 lutego 2025       | 26 maja 2025         |                   | PNL                       |  |
| (50) | Ilie Bolojan             |                 | 26 maja 2025         | 23 czerwca 2025      |                   | PNL                       |  |
| 51   | Mircea Abrudean          |                 | 24 czerwca 2025      | nadal                |                   | PNL                       |  |